# Christer Olsson
Christer Lennart Olsson (* 24. července 1970, Arboga) je bývalý švédský lední hokejista, obránce. Se švédskou reprezentací vyhrál mistrovství světa v roce 1998. Z mistrovství světa 1995 má stříbro. Krom toho má ze světových šampionátů dva bronzy (1999, 2001). Na MS 1995 byl vyhlášen nejlepším obráncem turnaje. Ve švédské nejvyšší soutěži hrál za Brynäs IF (mistrovský titul 1993), Frölunda HC a Leksands IF. Tři sezóny působil v NHL, hrál za St. Louis Blues a Ottawa Senators. V NHL odehrál 56 utkání v základní části a 3 ve vyřazovací. Jednu sezónu strávil i v rakouské lize v dresu Klagenfurter AC a radoval se zde z mistrovského titulu (2000). Po skončení hráčské kariéry se stal trenérem, vedl své bývalé kluby Leksands IF a Klagenfurt, dále též HC Innsbruck, Västerås IK a od roku 2019 je asistentem trenére v klubu Örebro HK.